# Денике, Юрий Петрович
Денике, Юрий Петрович (англ. George Denicke; 1887, Симбирская губерния — 29 декабря 1964, США) — участник российского революционного движения, меньшевик, социолог, публицист, политический деятель русской эмиграции; брат Б. П. Денике.

## Биография
По собственным свидетельствам Денике, Юрий Петрович родился в 1887 году в городе Корсуне Симбирской губернии. Когда ему было 11 лет, его семья переехала в Казань. В гимназии познакомился с идеями социал-демократии, читал Маркса. Окончив гимназию, увлёкся революцией.
В августе 1905 года поступил на экономическое отделение Политехнического института в Петрограде.
В начале 1905 года в возрасте 17 лет вступил в РСДРП, был большевиком. С ноября 1905 года по декабрь 1907 года участвовал в нелегальной работе в Ташкентской организации. 18 декабря 1907 был арестован и находился в тюрьме до 8 мая 1908. Также был задержан в июле 1908 и был в тюрьме до 1911 года. Был осужден Специальным судом на поселение. Освобождён по амнистии.
В 1914 году умер его отец, и он переехал в Казань, к матери. Окончил Казанский университет. В 1917 году был товарищем председателя Совета и председателем Комитета общественной безопасности в Казани. 19—26 августа (1—8 сентября) 1917 года был делегатом от интернационалистов на Объединительном съезде РСДРП в Петрограде.
После того, как 26 октября власть в Казани перешла к Казанскому Совету рабочих и солдатских депутатов, образовавшаяся в Казани Чрезвычайная комиссия заочно приговорила его к смертной казни. Денике некоторое время жил по поддельным документом под именем Абрам Яковлевич Вульфов. Под этим именем он поступил на службу в Наркомпрос, где занимался разработкой исторических программ.
В 1921—1922 был профессором кафедры социологии и этнологии факультета общественных наук Московского Университета. 1921—1922 — действительный член НИИ социологии при факультете общественных наук. Читал курс «Происхождение и развитие общественных форм».
В 1922 г. выехал в Берлин в составе советского представительства. Покинул советскую миссию в Берлине и под именем Георг Деккер (Georg Decker) в Германии сотрудничал с Рудольфом Гильфердингом и был редактором журнала «Die Gesellschaft. Internationale Revue für Sozialismus und Politik». В 1954—1963 годах был соредактором меньшевистского издания «Социалистический вестник».
После прихода к власти нацистов в 1933 году эмигрировал во Францию, потом в США. Работал историком-консультантом в Гарвардском Русском Исследовательском Центре и Информационном Агентстве Соединенных Штатов под именем Джорджа Денике.
С 1952 года активно участвовал в деятельности Нью-Йоркского программного отдела Радио Освобождение в Мюнхене, которое позже стало известно как Радио «Свобода».

## Сочинения
- Erinnerungen und Aufsätze eine Menschewiken und Sozialdemokraten: Bonn, Friedrich-Ebert-Stiftung, 1980—201 S.
- После разгона Учредительного собрания. : 1960 — 172c.
- Revolte und Revolution: der Weg zur Freiheit: Verlagsanstalt «Graphia», 1934 — 36 s.
- Die Zentrumskrise, in: Die Gesellschaft, Jg. 2/Bd. II, H. 11, Nov. 1925, S. 410 ff.
- Katholizismus und Sozialismus, in: Die Gesellschaft, Jg. 5/Bd. I, H. 4, Apr. 1928, S. 289 ff.